# Остання осінь
«Остання осінь» — радянський двосерійний детективний телефільм 1990 року, знятий на кіностудії «Союзтелефільм».

## Сюжет
Пізня осінь 1982 року, в Москві діє банда грабіжників, що грабують квартири за чиєюсь наводкою. Цією справою займається співробітник карного розшуку майор Корнєєв, людина чесна і непідкупна. Корнєєв має провести розслідування, яке виведе його на вищі міліцейські чини…

## У ролях
- Віктор Проскурін — Ігор Дмитрович Корнєєв, майор московського карного розшуку
- Володимир Конкін — Слава Голубєв, журналіст, невеликий фарцовщик, навідник
- Володимир Іванов — Євген Петрович Звонков, автомастер, друг Корнєєва
- Володимир Зельдін — Степан Федорович Желтухін
- Дмитро Матвєєв — Ігор Мусатов, нальотчик, племінник Михайла Кириловича
- Ілля Словесник — Анатолій Максимович Балін, керівник оркестру і співак в ресторані «Архангельське»
- Галина Струтинська — Олена Семенівна Лужина, для «інтимних» друзів, Альона
- Юрій Волков — Михайло Кирилович Мусатов
- Микита Астахов — Борис Петрович Громов, полковник
- Альберт Філозов — Авдей Петрович Кафтанов, полковник міліції
- Нурбей Камкія — Гурам Борисович Тохадзе, ділок з Батумі
- Валентин Смирнитський — Станіслав Павлович Кравцов, підполковник міліції
- Олександр Аржиловський — Борис Логунов, слідчий, капітан міліції
- Йосип Джачвліані — Нугзар Борисович Тохадзе, головний нальотчик
- Ірина Азер — Алла Сергіївна
- Зінаїда Щенникова — Клавдія Степанівна, сусідка Ігоря Дмитровича Корнєєва
- Юрій Горобець — Олександр Петрович, великий цеховик «Філін»
- Ігор Воробйов — Вова, випивака з шампанським в ресторані
- Валерій Лущевський — Коновалов
- В'ячеслав Шувалов — епізод
- Олександр Феоктистов — епізод
- Ігор Андріанов — циган в галасливій квартирі
- Галина Меньшова — епізод
- Олег Севастьянов — епізод
- Олексій Горячев — епізод
- Вадим Вільський — веселий дідусь в автобусі
- Борис Сапожников — епізод
- Борис Бєляков — епізод
- Ірина Біневська — епізод
- Капітоліна Іллєнко — сусідка Анатолія Баліна
- Іван Трифонов — епізод
- Тетяна Белевич — епізод
- Ніна Палладіна — Лариса Петрівна, постраждала
- Алла Демиденко — епізод
- Людмила Крашенінникова — епізод
- Олег Щербінін — епізод
- Георгій Жолудь — епізод
- Яків Гольдштейн — Леонід Миронович, професор
- Андрій Щербович-Вєчєр — картковий шулер
- Олексій Якубов — картяр на квартирі Голубєва
- Олександр Самойленко — міліціонер в черговій частині, куди звернувся Звонков
- Ігор Бєляков — епізод

## Знімальна група
- Режисер — Всеволод Плоткін
- Сценарист — Едуард Хруцький
- Оператор — Яків Посельський
- Композитор — Борис Журавльов
- Художник — Віктор Монетов